# Claude-Inga Barbey
Claude-Inga Barbey (* 21. Januar 1961 in Genf) ist eine Schweizer Komikerin, Schauspielerin und Schriftstellerin.

## Leben
Claude-Inga Barbey ist im Genfer Quartier Montbrillant aufgewachsen. Von 1978 bis 1980 besuchte sie die Genfer Schauspielschule (ESAD) und spielte auf verschiedenen Genfer Theaterbühnen. 1992 trat sie erstmals als Komikerin im Radio Suisse Romande in Erscheinung. 2000 erschien ihr erstes belletristisches Werk, ein Erzählband.
Im Dezember 2021 wurde einer ihrer Video-Sketches, veröffentlicht von der Tageszeitung Le Temps, heftig kritisiert und Barbey wurde des Rassismus bezichtigt.
Sie ist Mutter von vier Kindern und lebt in Meyrin.

## Filmografie
- 1983: La Mort de Mario Ricci von Claude Goretta
- 1984: Noces de soufre von Raymond Vouillamoz
- 1997: L’Année du Capricorne von Jean-Luc Wey

## Werke
- Petite dépression centrée sur le jardin. Erzählungen, 2000
- Le palais de sucre. Roman, 2003
- Le portrait de Madame Mélo et autres nouvelles, 2004
- Les petits arrangements. Roman, 2007
- 50 nuances de regrets, 2019[2]